# A Jószomszédok epizódjainak listája
Ez a cikk a Jószomszédok című filmsorozat epizódjait listázza.

## Évados áttekintés
| Évad | Évad | Epizódok | Eredeti sugárzás     | Eredeti sugárzás  | Eredeti adó          | Magyar sugárzás      | Magyar sugárzás   | Magyar adó |
| Évad | Évad | Epizódok | Évadpremier          | Évadfinálé        | Eredeti adó          | Évadpremier          | Évadfinálé        | Magyar adó |
| ---- | ---- | -------- | -------------------- | ----------------- | -------------------- | -------------------- | ----------------- | ---------- |
|      | 1    | 21       | 2018. október 1.     | 2019. április 22. |                      | 2021. október 4.     | 2021. október 29. |            |
|      | 2    | 22       | 2019. szeptember 23. | 2020. május 4.    | 2021. november 1.    | 2021. november 30.   |                   |            |
|      | 3    | 18       | 2020. november 16.   | 2021. május 17.   | 2022. január 31.     | 2022. február 23.    |                   |            |
|      | 4    | 22       | 2021. szeptember 20. | 2022. május 23.   | 2022. június 6.      | 2022. június 21.     |                   |            |
|      | 5    | 22       | 2022. szeptember 19. | 2023. május 22.   | 2023. augusztus 14.  | 2023. szeptember 12. |                   |            |
|      | 6    | 10       | 2024. február 12.    | 2024. május 6.    | 2024. szeptember 15. | 2024. október 13.    |                   |            |
|      | 7    | 20       | 2024. október 21.    | 2025. május 5.    | 2025. augusztus 17.  | 2025. október 19.    |                   |            |
|      | 8    |          | 2025. október 13.    | 2026.             |                      |                      |                   |            |

## 1. évad (2018-2019)
| Sor. | Év. | Cím                                              | Rendező         | Író                                                            | Premier                              | Nézettség   |
| ---- | --- | ------------------------------------------------ | --------------- | -------------------------------------------------------------- | ------------------------------------ | ----------- |
| 1.   | 1.  | A sütős nap (Pilot)                              | James Burrows   | Jim Reynolds                                                   | 2018. október 1. 2021. október 4.    | 8,10 millió |
| 2.   | 2.  | Csőstül jön az áldás (Welcome to the Repipe)     | Mark Cendrowski | Erica Montolfo-Bura                                            | 2018. október 8. 2021. október 4.    | 6,43 millió |
| 3.   | 3.  | A pótkulcs (Welcome to the Spare Key)            | Jeff Greenstein | Devon Shepard                                                  | 2018. október 15. 2021. október 5.   | 6,33 millió |
| 4.   | 4.  | A házavató (Welcome to the Housewarming)         | Ken Whittingham | Ryan Raddatz                                                   | 2018. október 22. 2021. október 6.   | 6,37 millió |
| 5.   | 5.  | Családi játékok (Welcome to Game Night)          | Victor Gonzalez | Laura Moran                                                    | 2018. október 29. 2021. október 7.   | 6,10 millió |
| 6.   | 6.  | Az évforduló (Welcome to the Anniversary)        | Victor Gonzalez | Ryan Noggle                                                    | 2018. november 5. 2021. október 8.   | 5,70 millió |
| 7.   | 7.  | A borbély (Welcome to the Barbershop)            | Victor Gonzalez | Malik S.                                                       | 2018. november 12. 2021. október 11. | 6,14 millió |
| 8.   | 8.  | A hálaadás (Welcome to Thanksgiving)             | Stan Lathan     | Isabelle Esposito                                              | 2018. november 19. 2021. október 12. | 6,47 millió |
| 9.   | 9.  | A vacsoravendég (Welcome to the Dinner Guest)    | Stan Lathan     | Tracey Ashley                                                  | 2018. december 3. 2021. október 13.  | 6,50 millió |
| 10.  | 10. | A lopott cipő (Welcome to the Stolen Sneakers)   | Mark Cendrowski | Bill Posley                                                    | 2018. december 10. 2021. október 14. | 6,07 millió |
| 11.  | 11. | Az adománygyűjtés (Welcome to the Fundraiser)    | Victor Gonzalez | Történet: Sean Larkins Tévéjáték: Lanie Siegel & Ben Slaughter | 2018. december 17. 2021. október 15. | 6,08 millió |
| 12.  | 12. | Grover szülinapja (Welcome to Grover's Birthday) | Victor Gonzalez | Michael Glouberman                                             | 2019. január 14. 2021. október 18.   | 6,82 millió |
| 13.  | 13. | A bokszmeccs (Welcome to Fight Night)            | Phill Lewis     | Jim Reynolds                                                   | 2019. február 4. 2021. október 19.   | 7,53 millió |
| 14.  | 14. | A zsibvásár (Welcome to the Yard Sale)           | Betsy Thomas    | Arthur Harris                                                  | 2019. február 11. 2021. október 20.  | 7,04 millió |
| 15.  | 15. | Malcolm munkája (Welcome to Malcolm's Job)       | Mark Cendrowski | Erica Montolfo-Bura                                            | 2019. február 18. 2021. október 21.  | 6,45 millió |
| 16.  | 16. | A szívesség (Welcome to the Big Payback)         | Anthony Rich    | Michael Glouberman                                             | 2019. február 25. 2021. október 22.  | 7,06 millió |
| 17.  | 17. | A mászófal (Welcome to the Climb)                | Mark Cendrowski | Ryan Raddatz                                                   | 2019. március 11. 2021. október 25.  | 6,43 millió |
| 18.  | 18. | Logan Kettő (Welcome to Logan #2)                | Mark Cendrowski | Malik S.                                                       | 2019. március 25. 2021. október 26.  | 6,34 millió |
| 19.  | 19. | A kempingezés (Welcome to the Camping Trip)      | Victor Gonzalez | Laura Moran                                                    | 2019. április 1. 2021. október 27.   | 6,14 millió |
| 20.  | 20. | A halotti tor (Welcome to the Repass)            | Victor Gonzalez | Ryan Noggle                                                    | 2019. április 15. 2021. október 28.  | 5,75 millió |
| 21.  | 21. | A beszélgetés (Welcome to the Conversation)      | Jeff Greenstein | Jim Reynolds                                                   | 2019. április 22. 2021. október 29.  | 6,27 millió |

## 2. évad (2019-2020)
| Sor. | Év. | Cím                                               | Rendező         | Író                          | Premier                                | Nézettség   |
| ---- | --- | ------------------------------------------------- | --------------- | ---------------------------- | -------------------------------------- | ----------- |
| 22.  | 1.  | A buké (Welcome to the Re-Rack)                   | Victor Gonzalez | Jim Reynolds                 | 2019. szeptember 23. 2021. november 1. | 5,70 millió |
| 23.  | 2.  | A szekagép (Welcome to the Bully)                 | Mark Cendrowski | Erica Montolfo-Bura          | 2019. szeptember 30. 2021. november 2. | 5,87 millió |
| 24.  | 3.  | A pasikódex (Welcome to the Fresh Coat)           | Victor Gonzalez | Michael Glouberman           | 2019. október 7. 2021. november 3.     | 5,58 millió |
| 25.  | 4.  | A napló (Welcome to Co-Habitation)                | Mark Cendrowski | Brian Keith Etheridge        | 2019. október 14. 2021. november 4.    | 5,29 millió |
| 26.  | 5.  | Az étterem (Welcome to Soul Food)                 | Mark Cendrowski | Laura Moran                  | 2019. október 21. 2021. november 5.    | 5,67 millió |
| 27.  | 6.  | A koncert (Welcome to the Wagon)                  | Phill Lewis     | Ryan Raddatz                 | 2019. október 28. 2021. november 8.    | 5,75 millió |
| 28.  | 7.  | A pótesküvő (Welcome to the Vow Renewal)          | Jeff Greenstein | Malik S.                     | 2019. november 4. 2021. november 9.    | 5,86 millió |
| 29.  | 8.  | A bowlingmeccs (Welcome to Bowling)               | Mark Cendrowski | Ryan Noggle                  | 2019. november 18. 2021. november 10.  | 6,49 millió |
| 30.  | 9.  | A vakrandi (Welcome to the Dealbreaker)           | Mark Cendrowski | Don D. Scott                 | 2019. november 25. 2021. november 11.  | 5,92 millió |
| 31.  | 10. | Digitális átállás (Welcome to the Digital Divide) | Marian Deaton   | Isabelle Esposito            | 2019. december 9. 2021. november 12.   | 6,13 millió |
| 32.  | 11. | A roller (Welcome to the Scooter)                 | Ron Moseley     | Tracey Ashley                | 2019. december 16. 2021. november 15.  | 6,45 millió |
| 33.  | 12. | Az ingyenélő (Welcome to the Freeloader)          | Mark Cendrowski | Lanie Siegel & Ben Slaughter | 2020. január 6. 2021. november 16.     | 6,86 millió |
| 34.  | 13. | Az új lelkész (Welcome to the New Pastor)         | Mark Cendrowski | Michael Glouberman           | 2020. január 20. 2021. november 17.    | 6,81 millió |
| 35.  | 14. | A kvíz est (Welcome to Trivia Night)              | Mark Cendrowski | Jim Reynolds                 | 2020. február 3. 2021. november 18.    | 6,22 millió |
| 36.  | 15. | A kritika (Welcome to the Bad Review)             | Victor Gonzalez | Erica Montolfo-Bura          | 2020. február 10. 2021. november 19.   | 6,40 millió |
| 37.  | 16. | A hokimeccs (Welcome to the Hockey Game)          | Mark Cendrowski | Ryan Raddatz                 | 2020. február 17. 2021. november 22.   | 6,46 millió |
| 38.  | 17. | A reklám (Welcome to the Commercial)              | Kelly Park      | Brian Keith Etheridge        | 2020. március 9. 2021. november 23.    | 6,23 millió |
| 39.  | 18. | A csapat (Welcome to the Team)                    | Mark Cendrowski | Laura Moran                  | 2020. március 16. 2021. november 24.   | 7,39 millió |
| 40.  | 19. | Az ugrás (Welcome to the Jump)                    | Victor Gonzalez | Malik S.                     | 2020. április 6. 2021. november 25.    | 7,23 millió |
| 41.  | 20. | A patthelyzet (Welcome to the Standoff)           | Mark Cendrowski | Michael Glouberman           | 2020. április 13. 2021. november 26.   | 7,11 millió |
| 42.  | 21. | A fekvőrendőr (Welcome to the Speed Bump)         | Mark Cendrowski | Ryan Noggle                  | 2020. május 4. 2021. november 29.      | 6,74 millió |
| 43.  | 22. | A kampány (Welcome to the Campaign)               | Mark Cendrowski | Don D. Scott                 | 2020. május 4. 2021. november 30.      | 6,55 millió |

## 3. évad (2020-2021)
| Sor. | Év. | Cím                                                   | Rendező               | Író                                         | Premier                             | Nézettség   |
| ---- | --- | ----------------------------------------------------- | --------------------- | ------------------------------------------- | ----------------------------------- | ----------- |
| 44.  | 1.  | A mozgalom (Welcome to the Movement)                  | Mark Cendrowski       | Jim Reynolds                                | 2020. november 16. 2022. január 31. | 5,79 millió |
| 45.  | 2.  | A választás (Welcome to the Election)                 | Mark Cendrowski       | Michael Glouberman                          | 2020. november 23. 2022. február 1. | 5,46 millió |
| 46.  | 3.  | A párterápia (Welcome to Couples Therapy)             | Ron Moseley           | Brian Keith Etheridge                       | 2020. november 30. 2022. február 2. | 5,52 millió |
| 47.  | 4.  | A kakas (Welcome to the Rooster)                      | Ron Moseley           | Ryan Raddatz                                | 2020. december 7. 2022. február 3.  | 5,27 millió |
| 48.  | 5.  | A kirándulás (Welcome to the Road Trip)               | Mark Cendrowski       | Alyson Fouse                                | 2020. december 14. 2022. február 4. | 5,26 millió |
| 49.  | 6.  | Az új Brittany (Welcome to the Turnaround)            | Mark Cendrowski       | Laura Moran                                 | 2021. január 4. 2022. február 7.    | 6,20 millió |
| 50.  | 7.  | A motorkerékpár (Welcome to the Motorcycle)           | Mark Cendrowski       | Richard Brandon Manus                       | 2021. január 18. 2022. február 8.   | 6,09 millió |
| 51.  | 8.  | Isten hozta az ingatlanban! (Welcome to the Property) | Betsy Thomas          | Malik S.                                    | 2021. január 25. 2022. február 9.   | 6,41 millió |
| 52.  | 9.  | A zsaroló (Welcome to the Shakedown)                  | Mark Cendrowski       | Ryan Noggle                                 | 2021. február 8. 2022. február 10.  | 6,06 millió |
| 53.  | 10. | Tükröm, tükröm (Welcome to the Procedure)             | Ron Moseley           | Don D. Scott                                | 2021. február 22. 2022. február 11. | 5,92 millió |
| 54.  | 11. | A fate-rock (Welcome to the Dad Band)                 | Leonard R. Garner Jr. | Tracey Ashley                               | 2021. március 8. 2022. február 14.  | 5,61 millió |
| 55.  | 12. | A lombház (Welcome to the Treehouse)                  | Mark Cendrowski       | Lanie Siegel                                | 2021. március 15. 2022. február 15. | 5,39 millió |
| 56.  | 13. | A rajztanfolyam (Welcome to the Art Class)            | Mark Cendrowski       | Ben Slaughter                               | 2021. április 12. 2022. február 16. | 4,96 millió |
| 57.  | 14. | A hős (Welcome to the Hero)                           | Mark Cendrowski       | Gracie Glassmeyer & Lorraine DeGraffenreidt | 2021. április 19. 2022. február 17. | 5,11 millió |
| 58.  | 15. | A verseny (Welcome to the Challenge)                  | Mark Cendrowski       | Jim Reynolds                                | 2021. április 26. 2022. február 18. | 4,89 millió |
| 59.  | 16. | A próbagyerek (Welcome to the Test Run)               | Mark Cendrowski       | Michael Glouberman                          | 2021. május 3. 2022. február 21.    | 5,31 millió |
| 60.  | 17. | A rózsaszín lédik (Welcome to the Invasion)           | Mark Cendrowski       | Ryan Raddatz & Alyson Fouse                 | 2021. május 10. 2022. február 22.   | 5,11 millió |
| 61.  | 18. | A meglepetés (Welcome to the Surprise)                | Victor Gonzalez       | Michael Glouberman & Brian Keith Etheridge  | 2021. május 17. 2022. február 23.   | 5,56 millió |

## 4. évad (2021-2022)
| Sor. | Év. | Cím                                                       | Rendező                     | Író                                     | Premier                              | Nézettség   |
| ---- | --- | --------------------------------------------------------- | --------------------------- | --------------------------------------- | ------------------------------------ | ----------- |
| 62.  | 1.  | Üdv a családban! (Welcome to the Family)                  | Victor Gonzalez             | Ralph Greene                            | 2021. szeptember 20. 2022. június 6. | 5,28 millió |
| 63.  | 2.  | A beavatkozás (Welcome to the Intervention)               | Victor Gonzalez             | Sa'Rah L. Jones                         | 2021. szeptember 27. 2022. június 7. | 5,41 millió |
| 64.  | 3.  | A kamutestvér (Welcome to the Sister from Another Mister) | Victor Gonzalez             | Malik S.                                | 2021. október 4. 2022. június 7.     | 5,52 millió |
| 65.  | 4.  | A csomag (Welcome to the Porch Pirate)                    | Victor Gonzalez             | Meg DeLoatch                            | 2021. október 11. 2022. június 8.    | 5,37 millió |
| 66.  | 5.  | A párkereső (Welcome to Your Match)                       | Victor Gonzalez             | Devanshi Patel                          | 2021. október 18. 2022. június 8.    | 5,30 millió |
| 67.  | 6.  | A kísértet (Welcome to the Haunting)                      | Victor Gonzalez             | Jess Pineda                             | 2021. november 1. 2022. június 9.    | 5,48 millió |
| 68.  | 7.  | Az EX-akták (Welcome to the Ex-Files)                     | Leonard R. Garner Jr.       | Terrell Lawrence & Austen Faggen        | 2021. november 8. 2022. június 9.    | 5,31 millió |
| 69.  | 8.  | A családi üzlet (Welcome to the Family Business)          | Juanesta C. "Winnie" Holmes | Hari Ziyad                              | 2021. november 29. 2022. június 10.  | 5,03 millió |
| 70.  | 9.  | A kabát (Welcome to the Splurge)                          | Ron Moseley                 | Danny Warren                            | 2021. december 6. 2022. június 10.   | 5,32 millió |
| 71.  | 10. | Az esküdtek (Welcome to Jury Duty)                        | Robbie Countryman           | Michael Carrington                      | 2022. január 3. 2022. június 13.     | 5,45 millió |
| 72.  | 11. | A kiütés (Welcome to the Knockout)                        | Marian Deaton               | Terrell Lawrence & Austen Faggen        | 2022. január 17. 2022. június 13.    | 5,78 millió |
| 73.  | 12. | A földrengés (Welcome to the Big One)                     | Phill Lewis                 | Camilla Cordelia Rubis & Molly Haldeman | 2022. január 24. 2022. június 14.    | 6,39 millió |
| 74.  | 13. | A tolvaj (Welcome to the Stakeout)                        | Morenike Joela Evans        | Jess Pineda & Devanshi Patel            | 2022. február 28. 2022. június 14.   | 5,70 millió |
| 75.  | 14. | A baseball balhé (Welcome to the Big Little Leagues)      | Eric Dean Seaton            | Michael Carrington & Danny Warren       | 2022. március 7. 2022. június 15.    | 5,94 millió |
| 76.  | 15. | A házfelújítás (Welcome to the Remodel)                   | Victor Gonzalez             | Chris Moore                             | 2022. március 14. 2022. június 15.   | 5,80 millió |
| 77.  | 16. | A pasikódex (Welcome to the Man Code)                     | Kelly Park                  | Ralph Greene & Hari Ziyad               | 2022. március 21. 2022. június 16.   | 5,74 millió |
| 78.  | 17. | A pénz zűrrel jár (Welcome to Bro Money, Bro Problems)    | Victor Gonzalez             | Meg DeLoatch                            | 2022. március 28. 2022. június 16.   | 5,42 millió |
| 79.  | 18. | A viszály (Welcome to the Feud)                           | James Widdoes               | Malik S. & Sa'Rah L. Jones              | 2022. április 18. 2022. június 17.   | 5,37 millió |
| 80.  | 19. | A szülinapi buli (Welcome to the Quinceañera)             | Kim Wayans                  | Samantha Silver                         | 2022. május 2. 2022. június 17.      | 5,47 millió |
| 81.  | 20. | Az anya dráma (Welcome to the Mama Drama)                 | Victor Gonzalez             | Dan Cross & Dave Hoge                   | 2022. május 9. 2022. június 20.      | 5,48 millió |
| 82.  | 21. | Az álomnők (Welcome to the Dream Girls)                   | Cedric the Entertainer      | Camilla Cordelia Rubis & Molly Haldeman | 2022. május 16. 2022. június 20.     | 5,50 millió |
| 83.  | 22. | A gyűrű (Welcome to the Ring)                             | Victor Gonzalez             | Dan Cross & David Hoge                  | 2022. május 23. 2022. június 21.     | 5,91 millió |

## 5. évad (2022-2023)
| Sor. | Év. | Cím                                                          | Rendező                | Író                                    | Premier                                  | Nézettség   |
| ---- | --- | ------------------------------------------------------------ | ---------------------- | -------------------------------------- | ---------------------------------------- | ----------- |
| 84.  | 1.  | Újra jószomszédok között (Welcome Back to the Neighborhood)  | Victor Gonzalez        | Mike Schiff                            | 2022. szeptember 19. 2023. augusztus 14. | 4,76 millió |
| 85.  | 2.  | 5 csillag (Welcome to the Pit Stop How May I Help You)       | Victor Gonzalez        | Bill Martin                            | 2022. szeptember 26. 2023. augusztus 15. | 4,99 millió |
| 86.  | 3.  | A meccs (Welcome to the Ballgame)                            | Victor Gonzalez        | Howard Jordan, Jr.                     | 2022. október 3. 2023. augusztus 16.     | 5,46 millió |
| 87.  | 4.  | Munkagondok (Welcome to the New Deal)                        | Victor Gonzalez        | Teri Schaffer                          | 2022. október 10. 2023. augusztus 17.    | 5,00 millió |
| 88.  | 5.  | A tárgyalás művészete (Welcome to the Art of Negotiation)    | Victor Gonzalez        | Antonia F. March & Jacqueline McKinley | 2022. október 17. 2023. augusztus 18.    | 5,51 millió |
| 89.  | 6.  | Az üzleti lehetőség (Welcome to the Hot Prospect)            | Victor Gonzalez        | Don D. Scott                           | 2022. október 24. 2023. augusztus 21.    | 5,76 millió |
| 90.  | 7.  | Az első munkahely (Welcome to the Working Week)              | Marian Deaton          | Malik S.                               | 2022. november 14. 2023. augusztus 22.   | 5,24 millió |
| 91.  | 8.  | A régi környék (Welcome to What Used to be the Neighborhood) | Robbie Countryman      | Chris Kelly                            | 2022. november 21. 2023. augusztus 23.   | 5,66 millió |
| 92.  | 9.  | A mi időnk (Welcome to Our Time)                             | Kim Wayans             | Charles Brottmiller                    | 2022. december 5. 2023. augusztus 24.    | 5,21 millió |
| 93.  | 10. | A nyaralás (Welcome to the Getaway)                          | Mark Cendrowski        | Carly Hallam Tosh                      | 2023. január 16. 2023. augusztus 25.     | 5,23 millió |
| 94.  | 11. | Vigyázz, kész, dobás! (Welcome to the Cornhole)              | Mark Cendrowski        | Alyssa Litman                          | 2023. január 23. 2023. augusztus 28.     | 6,41 millió |
| 95.  | 12. | A legénybúcsú (Welcome to the Bachelor Party)                | Rebecca Ancheta Blum   | Aaron Izek                             | 2023. február 6. 2023. augusztus 29.     | 6,29 millió |
| 96.  | 13. | Az utolsó tánc (Welcome to the Last Dance)                   | Mark Cendrowski        | Jay Phillips                           | 2023. február 13. 2023. augusztus 30.    | 6,20 millió |
| 97.  | 14. | Egy új kezdet (Welcome to New Beginnings)                    | Mark Cendrowski        | Jacob Brown                            | 2023. február 27. 2023. augusztus 31.    | 6,11 millió |
| 98.  | 15. | A nagy ötlet (Welcome to the Next Big Thing)                 | Phill Lewis            | Bill Martin                            | 2023. március 13. 2023. szeptember 1.    | 5,53 millió |
| 99.  | 16. | Kertvárosi dzsungel (Welcome to the Jungle)                  | Mark Cendrowski        | Mike Schiff                            | 2023. március 20. 2023. szeptember 4.    | 5,68 millió |
| 100. | 17. | A szülinapi meglepetés (Welcome to the Milestone)            | Cedric the Entertainer | Jacqueline McKinley & Antonia F. March | 2023. április 10. 2023. szeptember 5.    | 5,07 millió |
| 101. | 18. | A jövő szervize (Welcome to the Future)                      | Mark Cendrowski        | Carolyn Portner                        | 2023. április 17. 2023. szeptember 6.    | 4,84 millió |
| 102. | 19. | Az új frizura (Welcome to the New Do)                        | Kelly Park             | Teri Schaffer                          | 2023. május 1. 2023. szeptember 7.       | 5,04 millió |
| 103. | 20. | Az új környék (Welcome to the Other Neighborhood)            | Kelly Park             | Howard Jordan, Jr. & Chris Kelly       | 2023. május 8. 2023. szeptember 8.       | 4,73 millió |
| 104. | 21. | Apai zűrök (Welcome to the Fatherhood)                       | Eric Dean Seaton       | Charles Brottmiller & Don D. Scott     | 2023. május 15. 2023. szeptember 11.     | 4,92 millió |
| 105. | 22. | A megnyitó (Welcome to the Opening Night)                    | Ron Moseley            | Malik S.                               | 2023. május 22. 2023. szeptember 12.     | 5,22 millió |

## 6. évad (2024)
| Sor. | Év. | Cím                                                        | Rendező           | Író                                 | Premier                                | Nézettség   |
| ---- | --- | ---------------------------------------------------------- | ----------------- | ----------------------------------- | -------------------------------------- | ----------- |
| 106. | 1.  | Üdv a Dinamóházban! (Welcome to the Foos Box)              | Victor Gonzalez   | Bill Martin és Mike Schiff          | 2024. február 12. 2024. szeptember 15. | 5,79 millió |
| 107. | 2.  | Kínos beszélgetések (Welcome to the Awkward Conversations) | Mark Cendrowski   | Teri Schaffer és Raynelle Swilling  | 2024. február 19. 2024. szeptember 15. | 5,08 millió |
| 108. | 3.  | A fehér Butlerék (Welcome to the Other Butlers)            | Mark Cendrowski   | Antonia F. March és Jackie McKinley | 2024. február 26. 2024. szeptember 22. | 5,18 millió |
| 109. | 4.  | Nagyapaság (Welcome to Grandfatherhood)                    | Kelly Park        | Don D. Scott                        | 2024. március 11. 2024. szeptember 22. | 4,80 millió |
| 110. | 5.  | Bérgyilkos a szomszédunk (Welcome to the Front Window)     | Kelly Park        | Malik S.                            | 2024. március 25. 2024. szeptember 29. | 4,74 millió |
| 111. | 6.  | A tüntetés (Welcome to the Walkout)                        | Kelly Park        | Howard Jordan, Jr.                  | 2024. április 1. 2024. szeptember 29.  | 4,44 millió |
| 112. | 7.  | A patthelyzet (Welcome to the Stand-Off)                   | Robbie Countryman | Chris Kelly és Jay Phillips         | 2024. április 15. 2024. október 6.     | 4,42 millió |
| 113. | 8.  | A babaváró (Welcome to the Baby Shower)                    | Victor Gonzalez   | Aaron Izek és Alyssa Litman         | 2024. április 22. 2024. október 6.     | 4,34 millió |
| 114. | 9.  | A keresztnév (Welcome to the Name Drop)                    | Mark Cendrowski   | Charles Brottmiller és Jacob Brown  | 2024. április 29. 2024. október 13.    | 4,76 millió |
| 115. | 10. | Isten hozott, Daphne! (Welcome to the World)               | Victor Gonzalez   | Bill Martin és Mike Schiff          | 2024. május 6. 2024. október 13.       | 4,99 millió |

## 7. évad (2024-2025)
| Sor. | Év. | Cím                                                         | Rendező                | Író                                                                                                | Premier                                | Nézettség   |
| ---- | --- | ----------------------------------------------------------- | ---------------------- | -------------------------------------------------------------------------------------------------- | -------------------------------------- | ----------- |
| 116. | 1.  | Isten hozott, Daphne! (Welcome to the Neighborhood, Daphne) | Victor Gonzalez        | Antonia F. March és Jacqueline McKinley                                                            | 2024. október 21. 2025. augusztus 17.  | 4,43 millió |
| 117. | 2.  | Alvós bajok (Welcome to the Big Sleep)                      | Robbie Countryman      | Howard Jordan, Jr.                                                                                 | 2024. október 28. 2025. augusztus 17.  | 3,99 millió |
| 118. | 3.  | A választás (Welcome to the Vote)                           | Robbie Countryman      | Chris Kelly                                                                                        | 2024. november 4. 2025. augusztus 24.  | 4,07 millió |
| 119. | 4.  | Miss Kim élete és halála (Welcome to the Great Beyond)      | Robbie Countryman      | Malik S.                                                                                           | 2024. november 11. 2025. augusztus 24. | 4,23 millió |
| 120. | 5.  | A keresztelő (Welcome to Commitment)                        | Mark Cendrowski        | Charles Brottmiller                                                                                | 2024. november 25. 2025. augusztus 31. | 3,89 millió |
| 121. | 6.  | Apabajok (Welcome to Daddy Issues)                          | Victor Gonzalez        | Don D. Scott                                                                                       | 2024. december 2. 2025. augusztus 31.  | 4,01 millió |
| 122. | 7.  | Welcome to the Wicked Stepmother                            | Mark Cendrowski        | Charles Brottmiller                                                                                | 2024. december 9. 2025. szeptember 7.  | 3,70 millió |
| 123. | 8.  | Bienvenidos a Nosotros                                      | Victor Gonzalez        | Teri Schaffer                                                                                      | 2024. december 16. 2025. szeptember 7. | 4,16 millió |
| 124. | 9.  | Welcome to Pickleball                                       | Ron Moseley            | Alyssa Litman                                                                                      | 2025. január 27. 2025. szeptember 14.  | 4,66 millió |
| 125. | 10. | Welcome to the Pickle                                       | Donna Parish           | Teri Schaffer                                                                                      | 2025. február 3. 2025. szeptember 14.  | 4,36 millió |
| 126. | 11. | Welcome to the e-Neighborhood                               | Chris Poulos           | Jacob Brown                                                                                        | 2025. február 10. 2025. szeptember 21. | 4,54 millió |
| 127. | 12. | Welcome to Getting Lucky                                    | Tichina Arnold         | Bill Martin és Mike Schiff                                                                         | 2025. február 24. 2025. szeptember 21. | 4,43 millió |
| 128. | 13. | Welcome to Not Being in It                                  | Victor Gonzalez        | Történet: Malik S. Tévéjáték: Don D. Scott és Alyssa Litman                                        | 2025. március 3. 2025. szeptember 28.  | 4,39 millió |
| 129. | 14. | Welcome to the Blowout                                      | Jude Weng              | Történet: Howard Jordan, Jr. Tévéjáték: Charlie Brottmiller és Aaron Izek                          | 2025. március 24. 2025. szeptember 28. | 4,22 millió |
| 130. | 15. | Welcome to the Signature Service Loyalty Rewards Program    | Robbie Countyman       | Andrew Zuber                                                                                       | 2025. március 31. 2025. október 5.     | 4,11 millió |
| 131. | 16. | Welcome to the Sting                                        | Victor Gonzalez        | Bill Martin és Mike Schiff                                                                         | 2025. április 14. 2025. október 5.     | 3,88 millió |
| 132. | 17. | Welcome to Your Own Medicine                                | Cedric the Entertainer | Mark Brockwell és Matthew Keith                                                                    | 2025. április 21. 2025. október 12.    | 4,05 millió |
| 133. | 18. | Welcome to the Yippedy-Dip                                  | Kelly Park             | Történet: Chris Kelly Tévéjáték: Teri Schaffer és Jay Phillips                                     | 2025. április 28. 2025. október 12.    | 3,99 millió |
| 134. | 19. | Welcome to Pomp and Circumstance                            | Kelly Park             | Antonia F. March és Jacqueline McKinley                                                            | 2025. május 5. 2025. október 19.       | 4,14 millió |
| 135. | 20. | Welcome to Venice                                           | Victor Gonzalez        | Történet: Cedric the Entertainer, Bill Martin és Mike Schiff Tévéjáték: Bill Martin és Mike Schiff | 2025. május 5. 2025. október 19.       | 4,14 millió |

## 8. évad (2025-2026)
| Sor. | Év. | Cím | Rendező | Író | Premier           | Nézettség |
| ---- | --- | --- | ------- | --- | ----------------- | --------- |
| 136. | 1.  | ?   |         |     | 2025. október 13. |           |